# Gyeonggi-do
Gyeonggi-do (în coreeană 경기도) este o provincie situată în partea de nord-vest a Coreei de Sud. Provincia are capitala la Suwon (1.035.900 loc.). Provincia se întinde pe o suprafață de 10.189 km² și are o populație de 10.629.000 loc. (în 2004). Gyeonggi-do cuprinde pe teritoriul său 28 de orașe.

## Subîmpărțire administrativă

### Districte urbane
| - Suwon-si (수원시, 水原市) - Ansan-si (안산시, 安山市) - Anseong-si (안성시, 安城市) - Anyang-si (안양시, 安養市) - Bucheon-si (부천시, 富川市) - Dongducheon-si (동두천시, 東豆川市) - Gimpo-si (김포시, 金浦市) - Goyang-si (고양시, 高陽市) - Gunpo-si (군포시, 軍浦市) | - Guri-si (구리시, 九里市) - Gwacheon-si (과천시, 果川市) - Gwangju-si (광주시, 廣州市) - Gwangmyeong-si (광명시, 光明市) - Hanam-si (하남시, 河南市) - Hwaseong-si (화성시, 華城市) - Icheon-si (이천시, 利川市) - Namyangju-si (남양주시, 南楊州市) - Osan-si (오산시, 烏山市) | - Paju-si (파주시, 坡州市) - Pocheon-si (포천시, 抱川市) - Pyeongtaek-si (평택시, 平澤市) - Seongnam-si (성남시, 城南市) - Siheung-si (시흥시, 始興市) - Uijeongbu-si (의정부시, 議政府市) - Uiwang-si (의왕시, 儀旺市) - Yangju-si (양주시, 楊州市) - Yongin-si (용인시, 龍仁市) - Yeoju (여주시, 驪州市) |

### Districte rurale
- Gapyeong-gun (가평군, 加平郡)
- Yangpyeong-gun (양평군, 揚平郡)
- Yeoncheon-gun (연천군, 漣川郡)